# Pseudapanteles nigrovariatus
Pseudapanteles nigrovariatus är en stekelart som först beskrevs av Muesebeck 1921.  Pseudapanteles nigrovariatus ingår i släktet Pseudapanteles och familjen bracksteklar. Inga underarter finns listade i Catalogue of Life.